# Fantasy

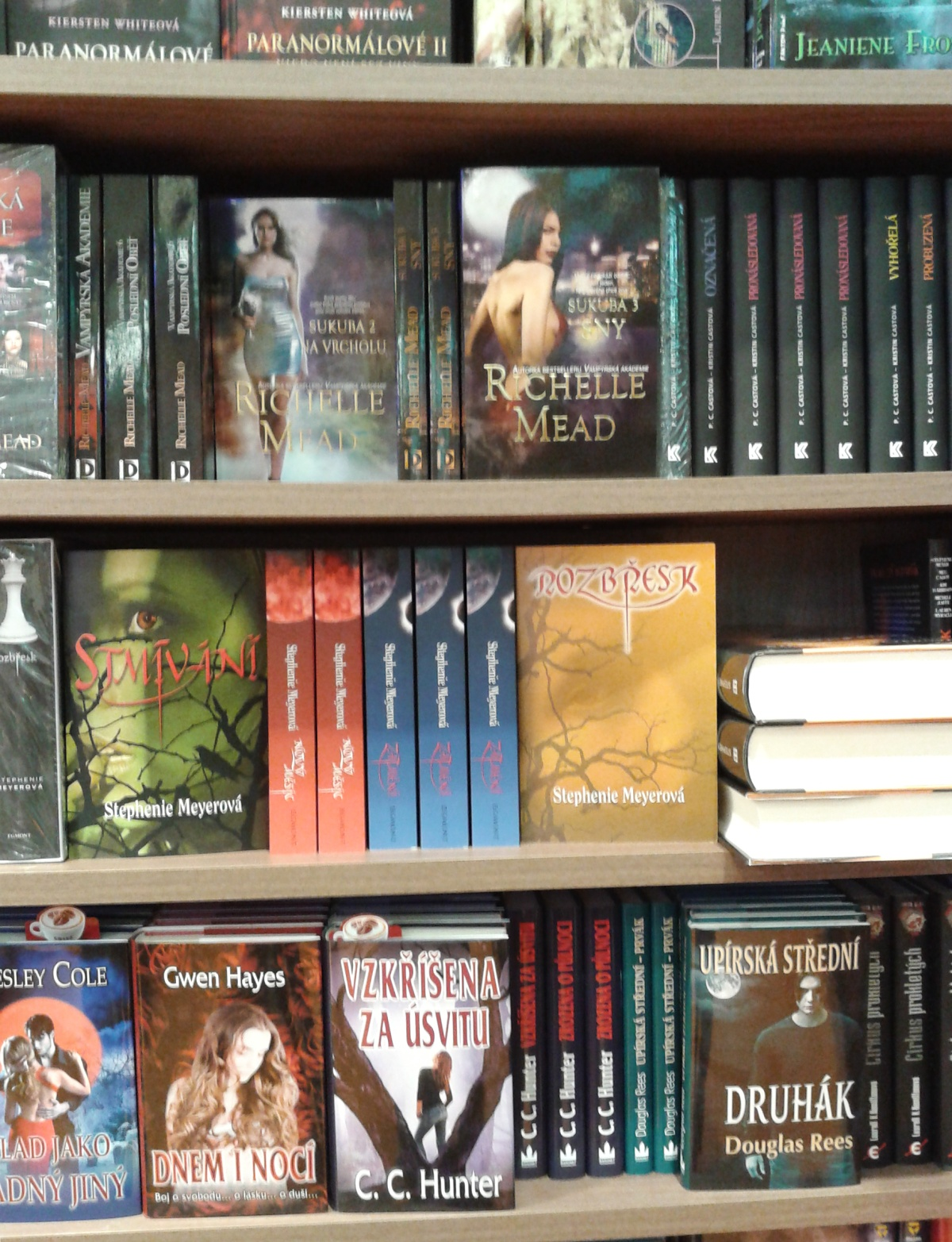
Oddělení „žánr fantasy“ v pražském knihkupectví

Fantasy je umělecký žánr, používaný v literatuře a filmu, ale i ve hrách či výtvarném umění. V českém prostředí je fantasy tradičně vnímána spolu se science fiction a hororem jako jedna ze tří součástí fantastiky. Od sci-fi se fantasy liší nevysvětlitelností fantastického prvku, toto kritérium však funguje pouze pro typické zástupce jednotlivých žánrů, nikoliv na okrajích žánrů. Podle jiných teorií je klíčová přítomnost prototypických prvků (ikon) – fantasy je spojována s magií, čaroději, božstvy, kouzelnými meči a jinými zbraněmi, dobrodružnými výpravami skupinek hrdinů či se smyšlenými rasami jako elfové a trpaslíci. Takové určování je však obvykle pouze intuitivní a málo teoreticky podložené. Dalšími problematickými kritérii, která fungují pouze někdy, jsou specifické zdroje inspirace (v podobě mytologie a pohádky, nikoliv v podobě vědy jako u sci-fi), popřípadě časově zasazení (minulost, nikoliv budoucnost, jako u sci-fi).
Svět, nazývaný často „druhotný svět“ nebo „alternativní realita“, ve kterém se příběh odehrává, je většinou nezávislý na našem (například Zeměmoří Ursuly Le Guinové). V některých případech je se skutečným světem nějakým způsobem spojený (Letopisy Narnie, kde do kouzelného světa mohou vstoupit jen vyvolení) či se děj odehrává přímo ve skutečném, avšak nějak pozměněném světě (Harry Potter, kde kouzelnické komunity existují stranou od „mudlů“, nekouzelníků), popřípadě v pseudohistorii světa (do níž jsou zasazeny kupříkladu příběhy barbara Conana). Stejně jako u ostatních žánrů fantastiky bývá fantasy vytvářeno jak v triviální či únikové podobě, tak v podobě netriviální a imaginativní. Triviálnímu fantasy odpovídají dobrodružné a sentimentální příběhy ve fantastických kulisách, které naplňují četné konvence a klišé, čímž se žánr uzavírá do pasti úzkých stereotypů, jednoduchého okouzlení magií, romantikou a nebezpečím.
Počátky fantasy bývají někdy hledány v nejstarších dochovaných literárních textech, jako jsou Homérovy eposy nebo epos o Gilgamešovi. V těchto „kořenových textech“, které vznikly před nástupem vědeckého myšlení a jednoznačným vymezením hranic mezi reálným a nadpřirozeným, však hovoří moderní literární věda spíše o fantastickém modu než o žánru jako takovém. Zrození fantasy jako takového je pak možné umístit do 19. století, jakkoliv i toto oddělení předchůdců fantasy a fantasy samotné může být pociťováno jako umělé a kritizováno. K významným „otcům zakladatelům“, kteří působili na konci 19. století, patří William Morris, George MacDonald, lord Dunsany. Masivnější nástup přišel s díly R. E. Howarda a J. R. R. Tolkiena v první polovině 20. století. Zejména Tolkienův román Pán prstenů se výrazně zapsal do moderní populární kultury a stal se jedním z pilířů žánru. Z pozdějších autorů získali oblibu Ursula Le Guinová, Raymond E. Feist, Robert Jordan, Andrzej Sapkowski, Terry Pratchett, George R. R. Martin, Patrick Rothfuss či Brandon Sanderson. Ke komerčně nejúspěšnějším fantasy textům patří také série Harry Potter od J. K. Rowlingové.
Fantasy film dosáhl prvního období rozkvětu v 80. letech, kdy byly populární především filmy typu meč a magie, například Barbar Conan. Po přelomu tisíciletí si značnou popularitu získaly adaptace klasických literárních děl – filmová trilogie Pán prstenů a filmová série Harry Potter. V oblasti seriálové tvorby pak největší pozornost získala Hra o trůny či Zaklínač. Klíčovou roli měla fantasy pro rozvoj her na hrdiny, zejména od 80. let určovala podobu hry Dungeons & Dragons, v českém prostředí pak v 90. letech Dračí doupě. Z oblasti videoher je možné jmenovat série Warcraft, Diablo, Zaklínač, Baldur's Gate a další hry ze světa Forgotten Realms, Dragon Age, The Elder Scrolls nebo Final Fantasy.

## Typické prvky
Přestože by fantasy měla být z podstaty věci žánrem, který neklade žádná omezení fantazii, pouze část její produkce lze označit za imaginativní a originální. Podobně jako u ostatních žánrů se také u fantasy lze setkat s opakováním prověřených postupů a oblíbených prvků, které lze považovat za žánrotvorné, v některých případech však mohou přecházet až do klišé a stereotypů.

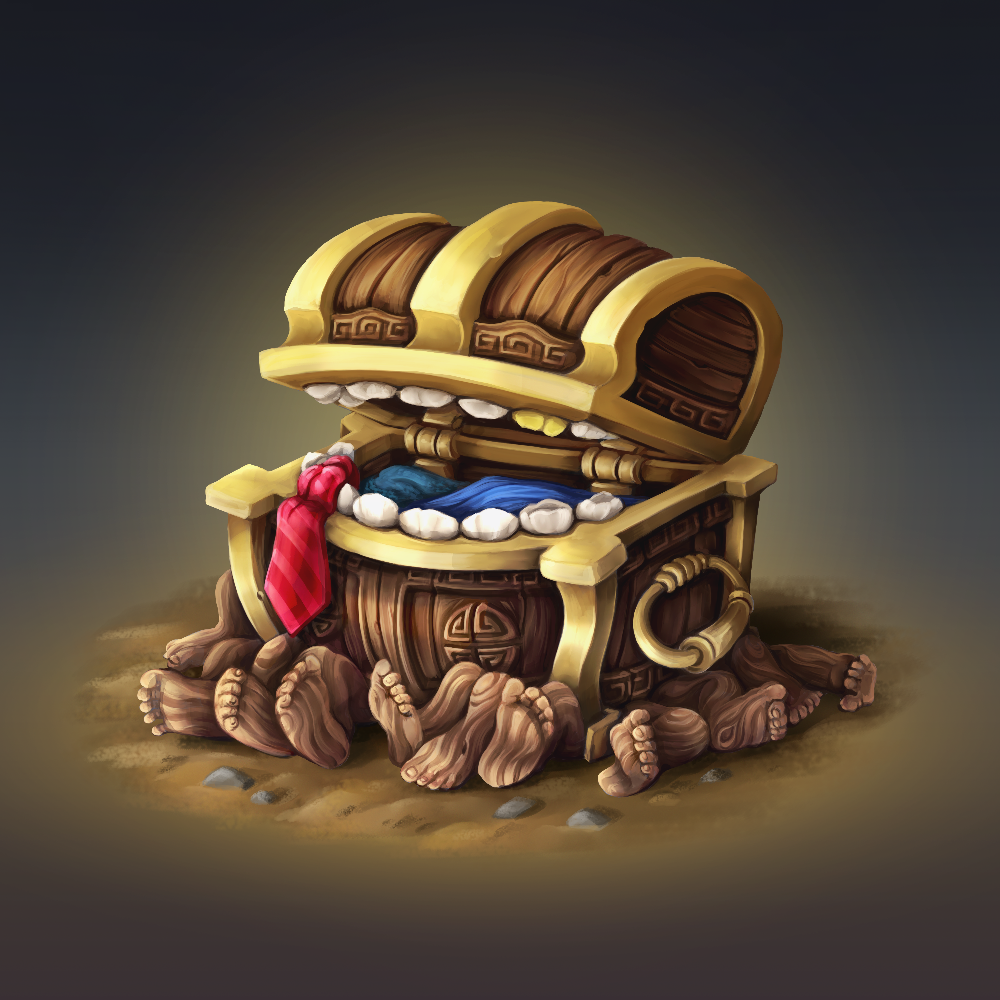
Obrázek Pratchettova svérázného Zavazadla z příběhů o Zeměploše

### Magie
Jedním z téměř nepominutelných prvků fantasy je existence a fungování magie, ať už je v zobrazovaném světě všeprostupující, nebo naopak prakticky téměř nepřítomná. Magie bývá, zejména v klasické žánrové fantasy, téměř všemocná, současně je však podřízena pravidlům – někdy velmi explicitně stanoveným, systematizovaným a vysvětleným. K magii může být hrdina povolán svým původem (jako ve světě Harryho Pottera) nebo do ní může být zasvěcen prostřednictvím iniciace. Často využívaná je sympatetická magie, založená na korespondencích mezi dvěma jevy, přičemž práce s jedním ovlivní i druhý. Může jít například o korespondenci mezi panenkou a člověkem nebo mezi jménem předmětu a předmětem samotným. Oblíbeným prvkem bývá rovněž krvavá magie, založená na oběti, sexuální magie a další typy.

### Medievalismus
Přestože fantasy svět může vypadat téměř jakkoliv, zdaleka nejčastější je inspirace středověkem, a to v návaznosti na středověkou rytířskou kulturu, romantickou zálibu v evokování této éry a rovněž zakladatelských textů fantasy literatury, jako jsou díla lorda Dunsanyho, Morrise, Langa, J. R. R. Tolkiena či C. S. Lewise. V této souvislosti se někdy hovoří o medievalismu či neomedievalismu. Obraz středověku ve fantasy textech může být přitom vnímán i kriticky, jako nostalgické obracení k hodnotám považovaným za překonané, jako je pasivita žen a současně obdiv vůči nim, rigidní třídní rozdělení a dědičnost postavení, středověká ekonomika či rasové stereotypy.
V ostrém kontrastu ke středověku vysoké fantasy stojí drsná, „nízká“ fantasy, pro niž je typické zobrazování špíny, násilí (včetně sexuálního), utrpení a dalších negativních prvků, kterými má být zajištěna realističnost zobrazovaného prostředí. Také tyto prvky – v případě seriálové Hry o trůny zejména samoúčelné zobrazování prostituce a sexu – bývají někdy rovněž přijímány skepticky, s tím, že údajná „historická přesnost“ je nakonec také spíše stylizace a dílo jako takové má k historicitě daleko.

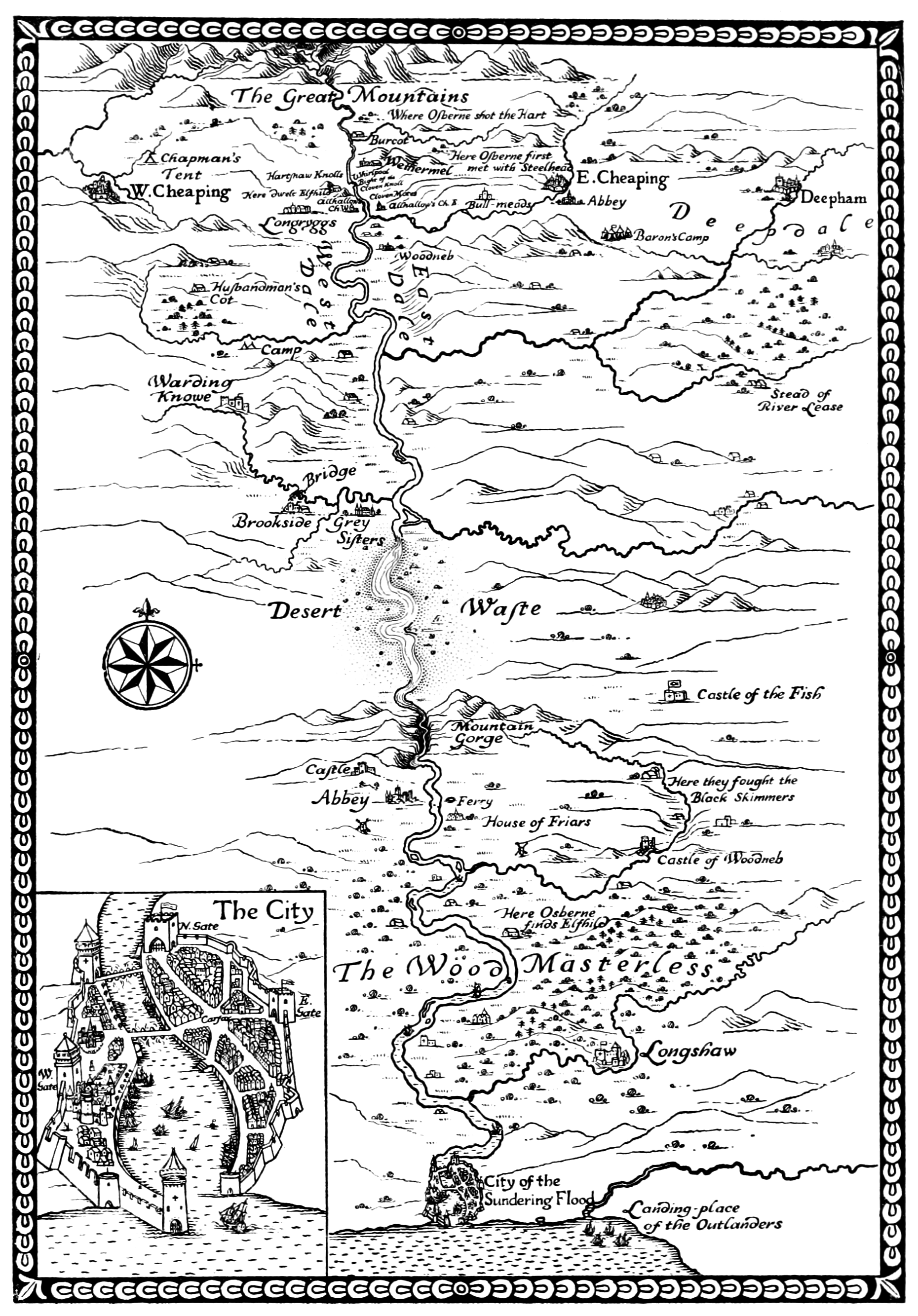
Mapa světa v Morrisově románu The Sundering Flood

### Putování
S medievalismem je úzce spojen motiv dlouhého putování, které musejí hrdinové vykonat, aby dosáhli svého cíle. Protože nejsou k dispozici moderní dopravní prostředky, vydávají se na cestu pěšky nebo koňmo, což jejich pouť prodlužuje, jako u cesty Společenstva Prstenu do Mordoru v Pánovi prstenů. Ve výsledku pak čtenář poznává různá místa, jež může sledovat na mapě a která obvykle v první řadě slouží k předvedení bohatosti a různorodosti fantastického světa, mohou však také nést alegorický nebo mravní náboj. V širším měřítku je možné mnohé fantasy příběhy vnímat jako putování za splněním úkolu („quest“) – hrdina či hrdinové se setkávají se stále nebezpečnějšími hrozbami a obtížnějšími volbami, přičemž mezi jednotlivými setkáními zažívají okamžiky klidu a stability nebo za odměnu získávají kouzelné artefakty, které využijí na další cestě.

### Souboj
Častým vyvrcholením fantasy románů, filmů a her je závěrečný fyzický či magický souboj dvou výjimečných individualit, který rozhodne o vyústění dosavadního děje. Nemusí nutně jít o klasický duel dvou fyzicky zdatných mužů či šermířů, známý z děl typu meč a magie nebo dobrodružných fantasy; v některých dílech se objevuje v obměněných podobách, například jako utkání v magickém proměňování (Whiteův Meč v kameni) nebo jako bitvu kouzel proměněných v různých typy sil a předmětů (Gaimanova Preludia a nokturna).

### Smyšlené bytosti a rasy
Fantasy světy jsou typické výskytem rozličných druhů bytostí, nestvůr a „ras“ – ve fantasy smyslu jsou tímto označením míněny myslící bytosti s vlastní vůlí, tedy lidé, elfové, trpaslíci, hobiti a četní další tvorové. Již od dob Tolkiena a Howarda jsou přitom tyto rasy často spojovány s charakteristickými vlastnostmi a stereotypy, mnohdy téměř nepřekročitelnými. V utvrzení tohoto přístupu hrály ve druhé polovině 20. století klíčovou úlohu Dungeons and Dragons, které umožňovaly hráčům vybrat si různé „herní rasy“ a počítat přitom s jejich kvantitativně vyjádřenými fyzickými a mentálními vlastnostmi. Jednotlivé rasy však byly v pravidlech charakterizovány i z hlediska povahy – trpaslíci byli hamižní, elfové odtažití, gnómové se vyznačovali zálibou v žertících a podobně. Z hlediska reálného světa však různorodost ras dlouho nebyla absolutní – až do konce 20. století měly všechny rasy na vyobrazeních obvykle standardně až na výjimky bílou kůži a bělošské rysy. Vzhledová stereotypizace pronikla i do dalších dílčích oblastí vzhledu: konvenční fantasy byla kritizována za to, že zlou postavu čtenář snadno rozpozná podle černých vlasů a naopak zlatovlasí hrdinové bývají ušlechtilí, zatímco kupříkladu rusé vlasy se téměř vždy spojují s magickými schopnosti.

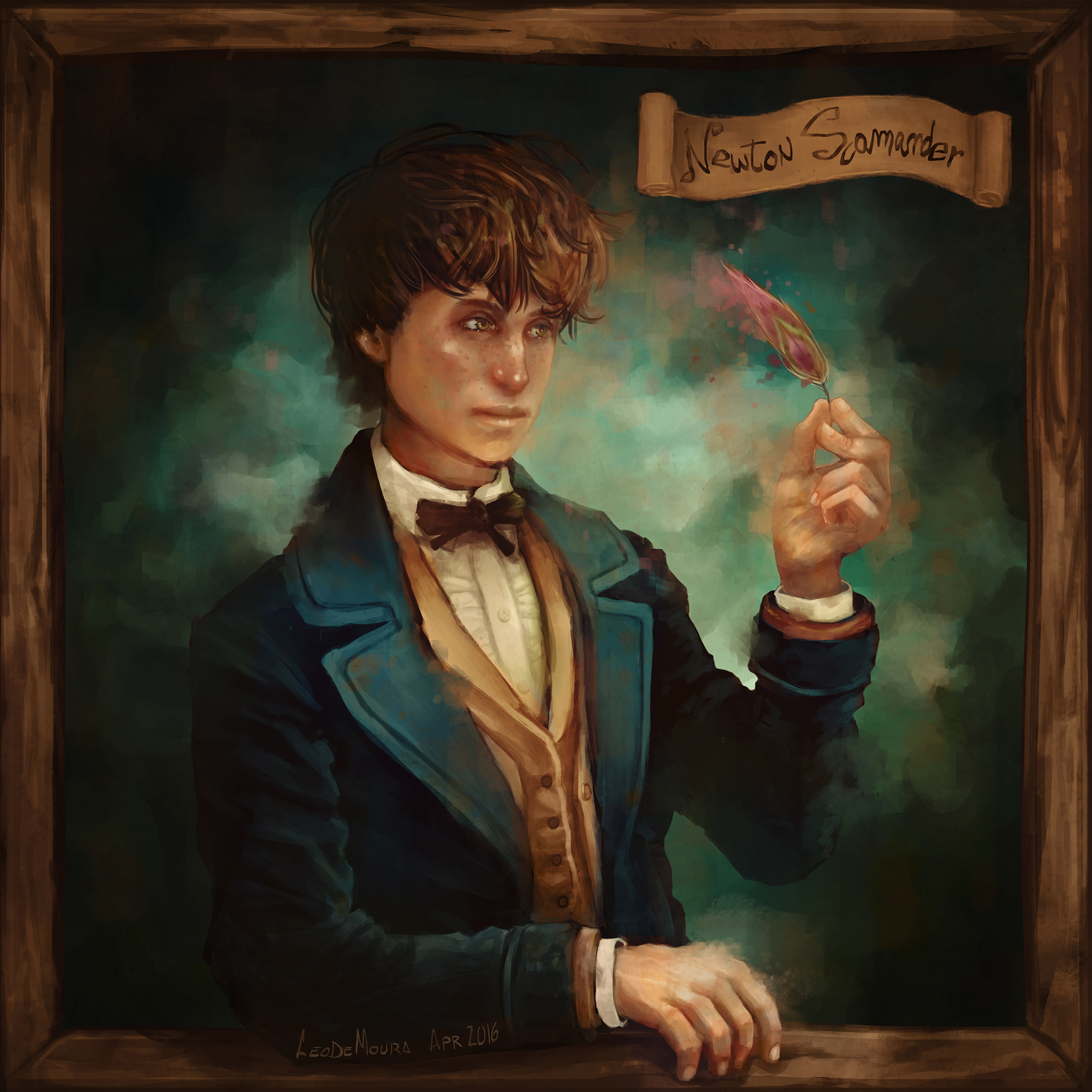
Mlok Scamander, magizoolog z potterovského světa

Nestvůry se obvykle nacházejí v pozici antagonistů či překážek, které musejí hrdinové překonat. Čelné místo mezi těmito tvory zaujímá drak. V tradičním pojetí se jedná o nejstrašlivějšího nepřítele, kterého hrdina musí zahubit. Další fantasy texty jej nicméně představily i v jiném světle. Anne McCaffrey v Drakenech v Pernu učinila z draků napůl rozumné tvory, kteří dokážou vytvořit hluboké, téměř sexuální pouto se svými lidskými jezdci. Ursula Le Guinová do světa Zeměmoří umístila draky jako nejvznešenější z bytostí, ztělesnění moudrosti a tělesné dokonalosti.

### Temný pán
Antagonista v podobě Temného pána bývá častou rekvizitou žánrových fantasy. Jedná o postavu inspirovanou ďáblem a často také výrazně zápornými historickými postavami spojenými s totalitarismem, sektářstvím a zálibou v mučení či svádění k temné straně. Někdy se jedná o prastaré zlo, jež bylo probuzeno a touží po pomstě, popřípadě o revenanta. Typická je také schopnost podepsat se negativně na samotné krajině a světě, který má být nakonec zcela podmaněn či zničen. Přesto bývá Temný pán často překvapivě hloupý nebo naivní a nedokáže se vypořádat s trikem, kterým jej hrdinové obelstí. Skutečnost, že je Temný pán zlý, obvykle naznačuje již jeho jméno (Sauron, který většinou v moderní fantasy funguje jako prototyp či vzor, Voldemort, Pán Zlor, Ba'alzamon a mnozí další).

### Paralelní reality
V části fantasy děl se děj odehrává v několika paralelních či alternativních vesmírech, mezi kterými lze nějakým způsobem přecházet. Jednou z paralelních realit může a nemusí být čtenářův důvěrně známý vesmír. Příkladem mohou být trilogie Jeho temné esence (Philip Pullman) či série o agentovi J. F. K. V širším slova smyslu lze hovořit o fantasy s motivem portálu/úkolu (Portal-Quest Fantasy) – fantastická doména je oddělena od přirozeného světa, hrdina do ní však vstoupí, tento nový svět poznává a často také zachraňuje. Charakteristickými texty jsou Letopisy Narnie nebo Alenka v říši divů.

## Podžánry

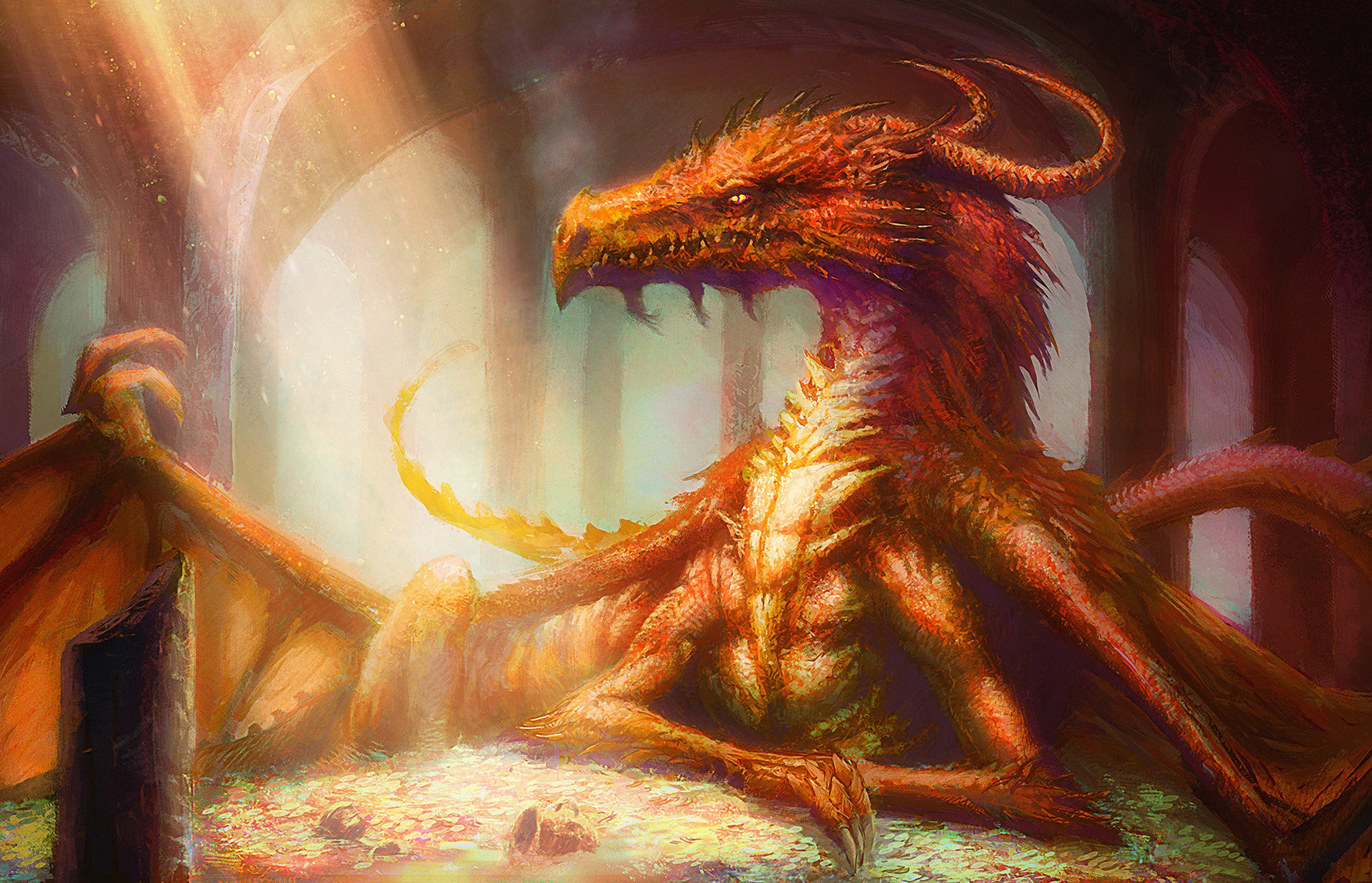
Drak, jeden z oblíbených prvků v žánru fantasy; na obrázku drak Šmak v podání ilustrátora Davida Demareta

Podžánry fantasy se překrývají a neexistují mezi nimi ostré hranice. Následující výčet není závazný ani vyčerpávající.

### Vysoká fantasy
Též epická fantasy. Často rozsáhlé romány nebo románové cykly odehrávající se v propracovaných světech s vlastními kulturami, jazyky a historií a vyprávějící o velkolepém střetnutí mezi silami dobra a zla či jinými zásadními principy, silami či božstvy. Inspiraci si přitom bere především z mýtů, eposů a středověké literární imaginace. Příkladem může být Tolkienův Pán prstenů.

### Meč a magie
Dobrodružné, povětšinou kratší a stylově jednodušší příběhy hrdiny, který díky své fyzické síle a zdatnosti neohroženě překonává hordy nepřátel, často nadpřirozených nebo vládnoucích čarodějnou mocí. Typickým příkladem takového hrdiny a vzorem pro další autory je Howardův Barbar Conan a další postavy z příběhů publikovaných pulpovými časopisy především ve 20. a 30. letech 20. století. V 80. letech byl žánr značně oblíbený také ve filmu (Barbar Conan, 1982).

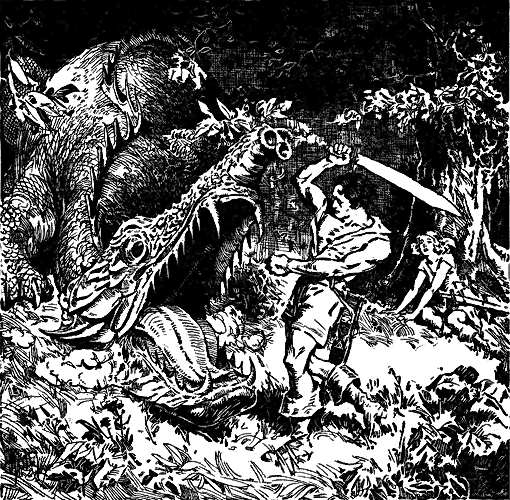
Ilustrace ke conanovské povídce „Rudé hřeby“ (1936), autorem je Harold S. De Lay

### Hrdinská fantasy
Nejasně vymezený žánr, který je někdy vnímán jako obdoba žánru meč a magie, jindy je ztotožňován s vysokou fantasy. Typickým příkladem je dílo J. R. R. Tolkiena, Kolo času (Robert Jordan) či romány od Davida Gemmella (Legenda). Obvykle jde o putování hrdiny či skupiny hrdinů, zatímco v sázce bývá osud celého světa nebo o střetnutí závažných principů či mocností; žánr silně čerpá z mytické a epické obraznosti.

### Historická fantasy
Prostředí je inspirováno reálnými historickými epochami, většinou středověkem, někdy se příběhy dokonce odehrávají během historie skutečného světa. Typickými příklady jsou Píseň ledu a ohně (inspirováno 15. stoletím v Anglii), Sapkowského Husitská trilogie (první polovina 15. století ve střední Evropě) nebo díla Guye Gavriela Kaye (inspirace ranou Byzancí, Španělskem 11. století, renesanční Itálií a dalšími obdobími).

### Komická fantasy
Fantastický svět většinou slouží jako kulisa, v které se odehrávají humorné příhody, které se mnohdy se satirickým podtextem vztahuje ke skutečnostem z našeho reálného světa. Příkladem je Zeměplocha Terryho Pratchetta, jež využívá sofistikovaného humoru a současně slovních hříček a sebereflexivních poznámek. Současně jde o parodii a subverzi klasického fantasy vyprávění. I komická fantasy by nicméně měla být prezentována v rámci fikčního světa jako pravdivá, narušování této iluze staví podle některých teoretiků dílo mimo fantasy žánr.

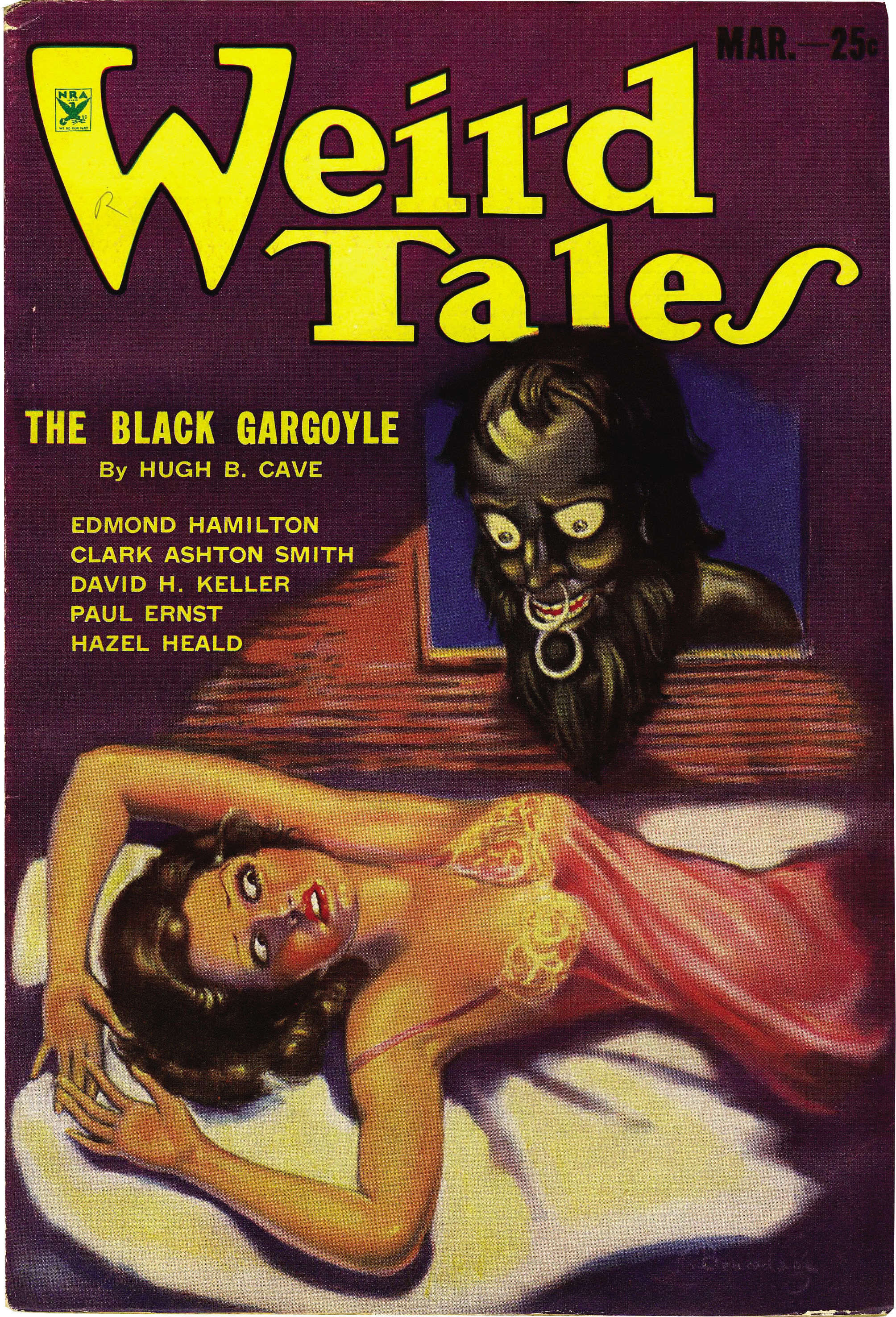
Obálka časopisu Weird Tales z března 1934

### Temná fantasy
Též dark fantasy nebo gotická fantasy. Podžánr prolínající se s hororem. V širším slova smyslu bývá mnoho nadpřirozených hororů (například z díla Stephana Kinga) označováno za horor, podle užšího vymezení je však klíčová dominance fantasy prvku. Může jít o „obrácené fantasy“ vyobrazující svět, ve kterém zvítězily síly Temného pána, což ve svých dílech kromě jiných využili Stephen R. Donaldson nebo Clark Ashton Smith. Z oblasti videoher je možné uvést Diablo. Oblíbená je imaginace plná hřbitovů, revenantů, pavouků a dvojníků, jak je tomu například v románu Ressurection Man Seana Stewarta.

### Městská fantasy
Též urban fantasy. Děj se odehrává v městském prostředí, ať už v moderním městě, ve městě minulosti, či ve městě smyšleného světa. Příkladem je Nádraží Perdido (China Miéville), Nikdykde (Neil Gaiman) nebo trilogie Městské války (Pavel Renčín). K fantasy městům, která poskytují prostředí pro příběhy městské fantasy, patří dále komiksový Gotham, Leiberův Lankhmar nebo Prachettův Ankh-Morpork. Vyprávění může řešit otázky moderního života a odcizení, ale může v návaznosti na starší texty městské fantasy směřovat k dobrodružství a využívání „gotických“ prvků, vizualizovat nejrůznější mechanismy a stroje, pronásledování ulicemi či podzemím nebo pracovat s pocitem klaustrofobie. Ve své moderní podobě se překrývá s neurčitě vymezeným  označením New Weird.

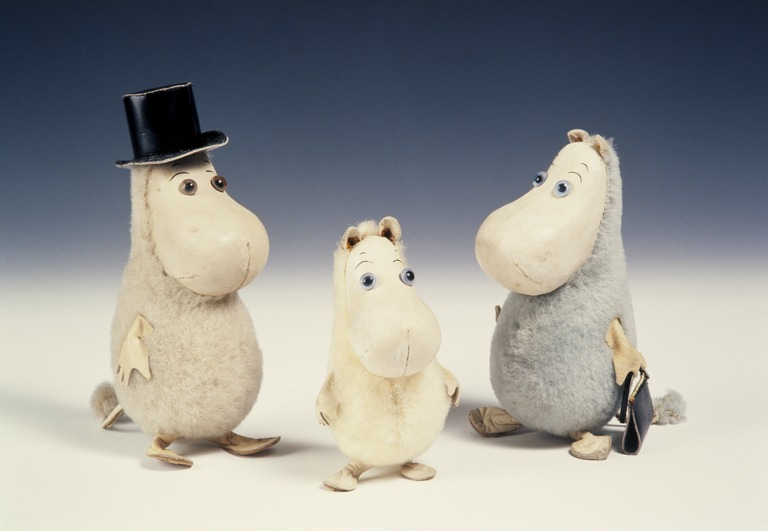
Muminí hračky vycházející z příběhů Tove Janssonové, 50. léta

### Dětská fantasy
Někdy též pohádková fantasy: Typ fantasy vyrůstající z pohádek a viktoriánských fantastických příběhů pro děti, kam spadají například Kingsleyho Vodňátka nebo Carrollova nonsensová Alenka. Jednoznačné oddělení od autorské pohádky není možné. Ve 20. století patří k výrazným příklad Hobit aneb Cesta tam a zase zpátky od J. R. R. Tolkiena, Medvídek Pú od Milneho nebo knihy o muminech od Tove Janssonové, z filmové tvorby pak typicky díla společnosti Disney.

### Alternativní historie
Též spekulativní historie či alternativní svět. Děj se většinou odvíjí od úvahy, co by se stalo nebo mohlo stát za předpokladu, že by v určitém historickém okamžiku došlo k nějaké odchylce od skutečné historie – například jiný výsledek bitvy nebo předčasná smrt osoby, která měla velký dopad na další historické události. Texty alternativní historie se mohou klonit jak k fantasy, tak k vědeckofantastickému pojetí, přičemž sci-fi alternativní historie obvykle analyzuje dopad změny, ke které mohlo dojít, zatímco fantasy alternativní historie pracuje s myšlenkou, jak by svět vypadal, kdyby v něm byly reálně přítomné některé nadpřirozené či mytické prvky – magie, Atlantida, bohové či bájné bytosti. Příkladem je Anno Dracula od Kima Newmana, ve kterém je představen sklonek 19. století pod nadvládou upírů.

### Romantická fantasy
Kombinuje fantasy a romantiku. Jedním z klíčových rysů romantasy, jak bývá romantická fantasy též nazývána, je zaměření na vztahy, ať už jde o vztahy společenské, politické nebo milostné. Tento žánr je nejčastěji tvořen ženami. Za typické představitelky žánru jsou považovány zejména Sarah J. Maas nebo Rebecca Yarros, dále třeba Jennifer L. Armentrout, Ali Hazelwoodová nebo Stephenie Meyerová. Předvzory pro tento žánr bývají shledávány také ve filmech Princezna nevěsta, Střihoruký Edward, Duch, Tvář vody nebo v seriálu Buffy, zabíječka upírů.

### Literatura

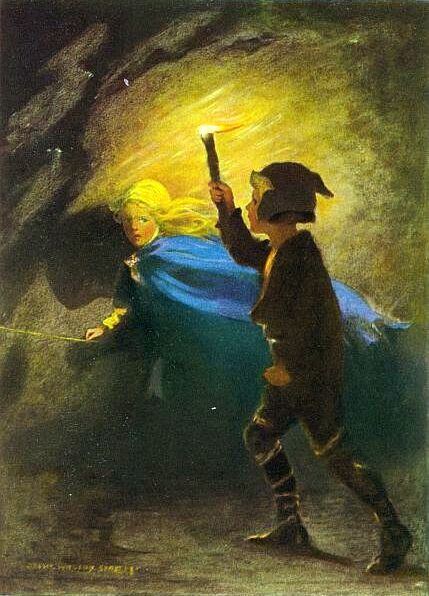
Ilustrace k MacDonaldově dětské fantasy Princezna a skřítci

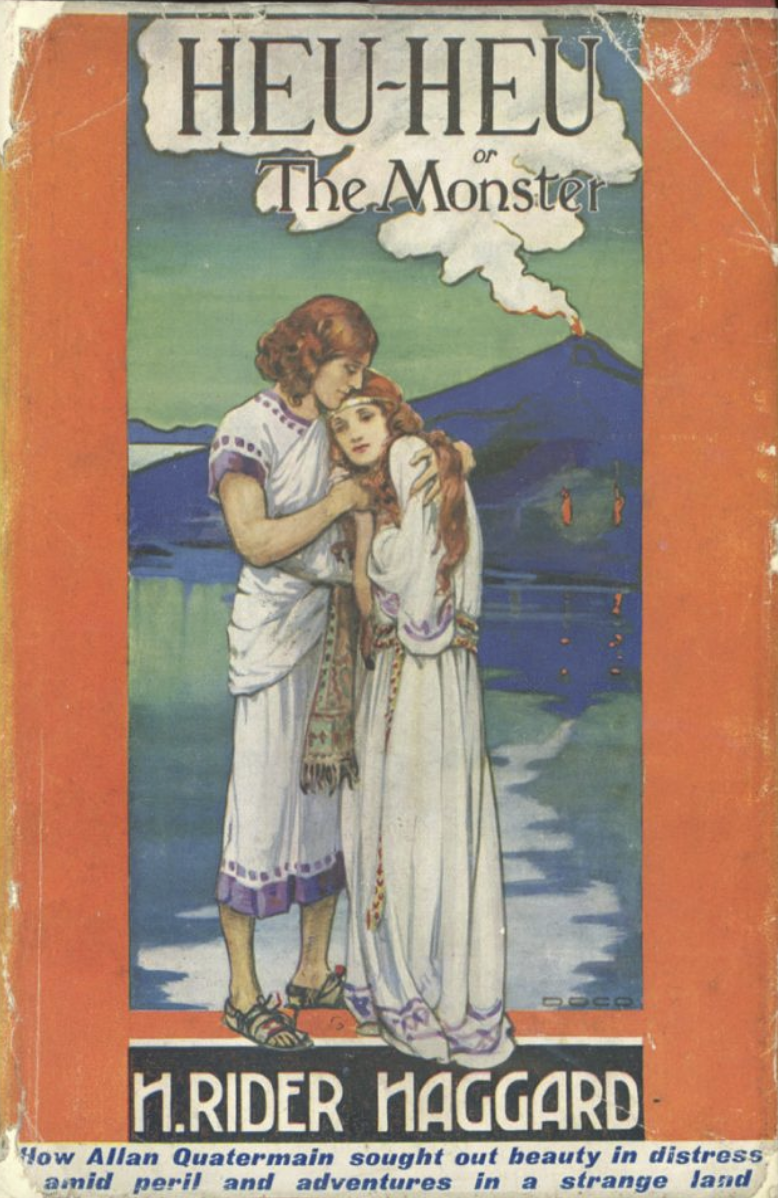
Obálka Haggardova románu Heu-heu příšera (1924)

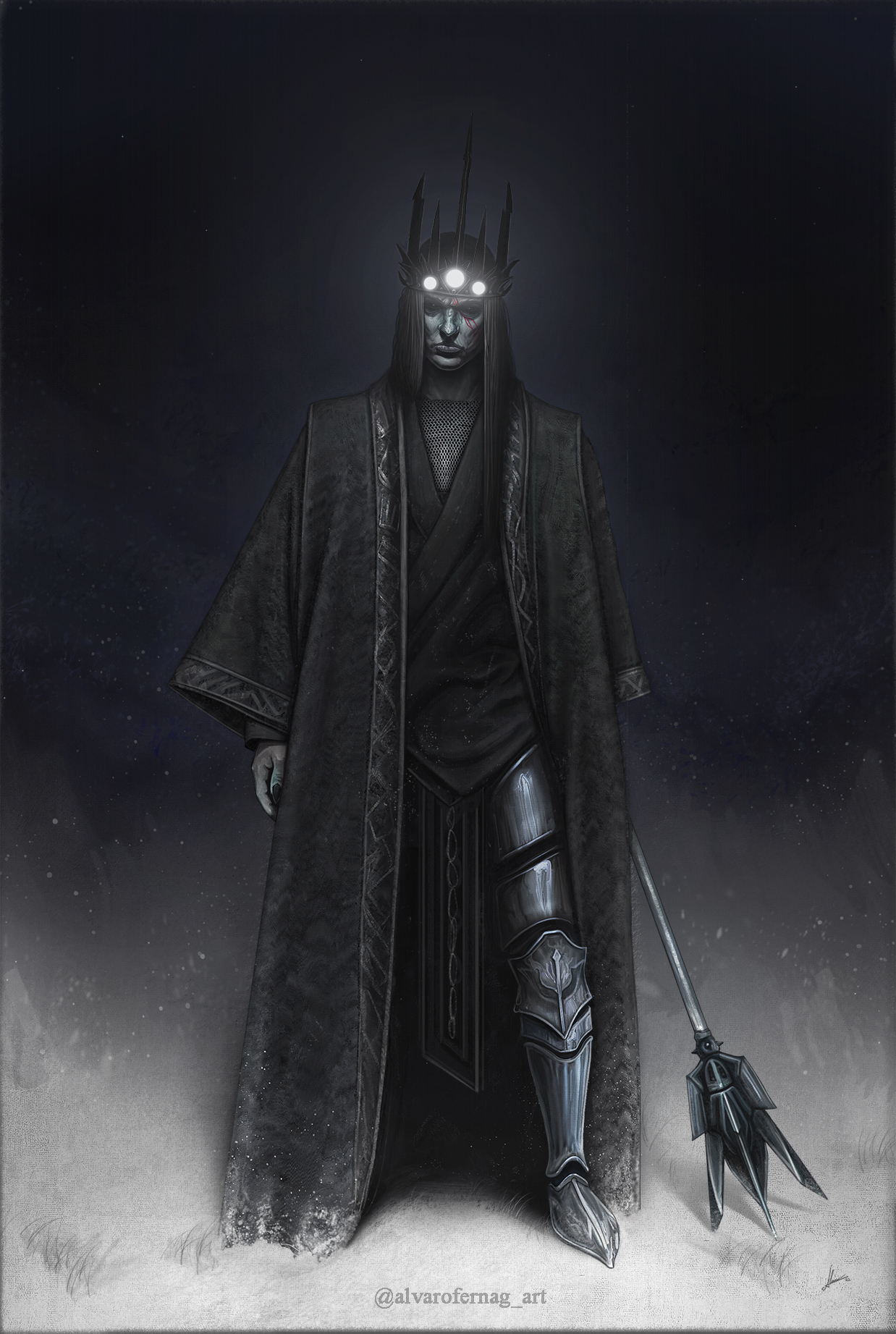
Vyobrazení Tolkienova temného pána Morgotha, personifikace zla

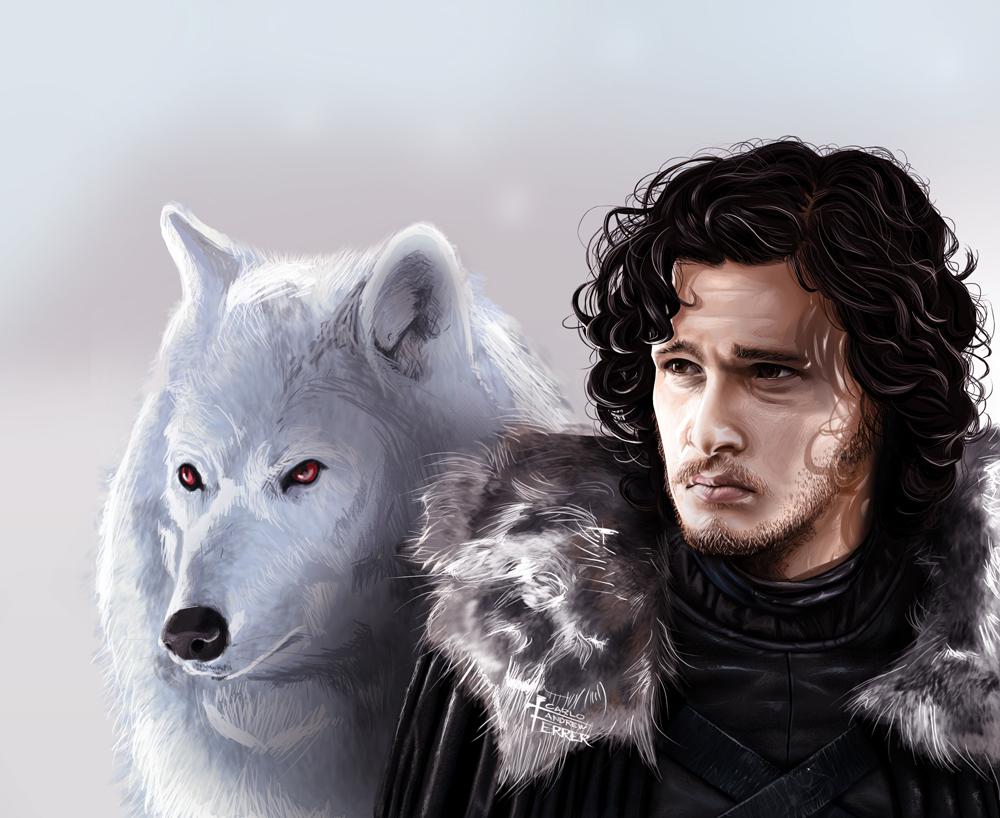
Jon Sníh a zlovlk Duch, ilustrace k Martinově Písni ledu a ohně

## Fantasy podle média

### Film

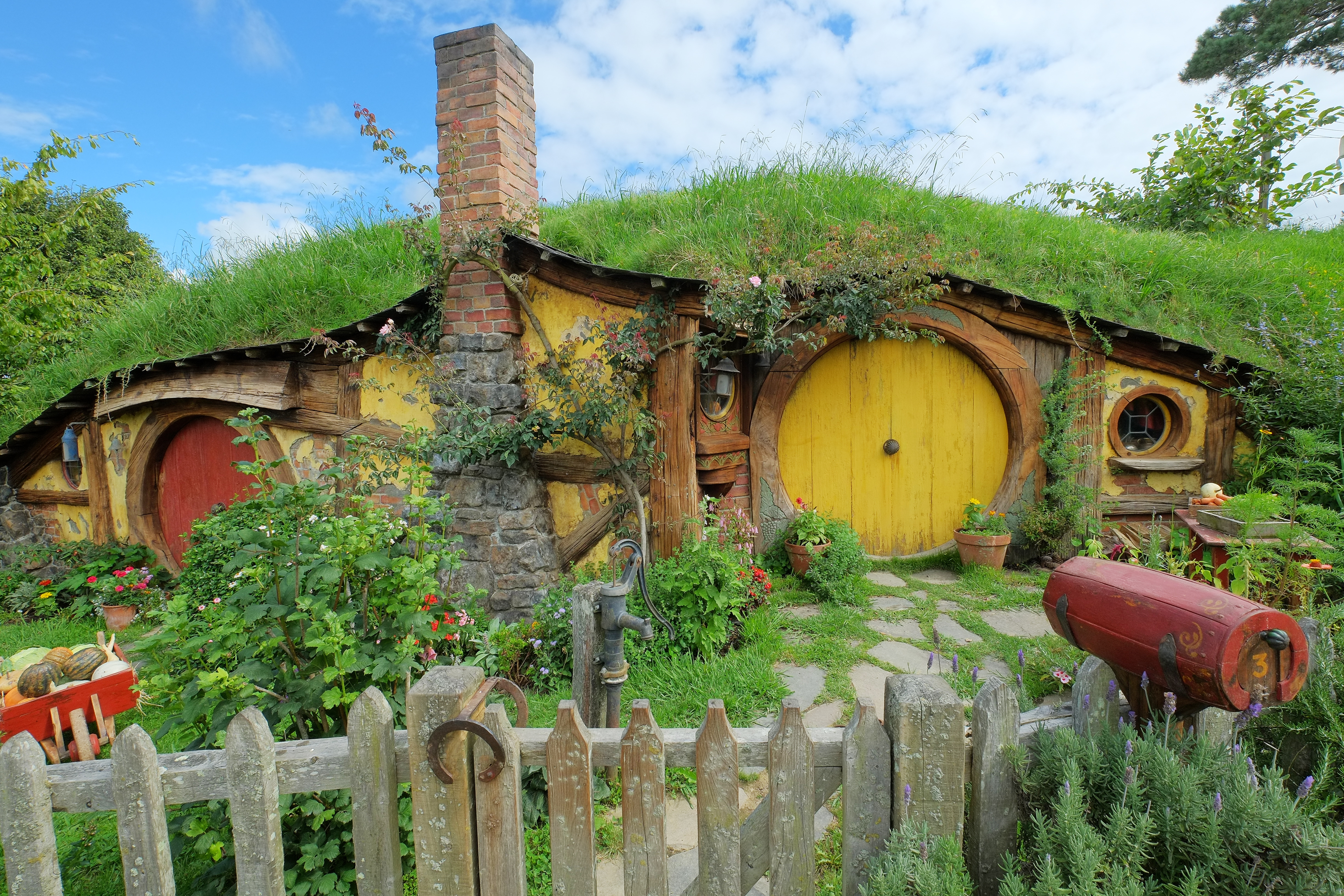
Filmová lokace z trilogie Pán prstenů

Fantastické prvky se ve filmu objevovaly velmi často již od jeho začátků, vzhledem k tomu, že si autoři mohli vypomáhat střihem, dvojí expozicí, prolínáním filmových oken a dalšími triky. Velké možnosti skýtal od počátku také animovaný film. Prvním významným průkopníkem byl již od konce 19. století Georges Méliès, jenž propojoval hereckou a kreslenou složku a točil adaptace klasických pohádek, temné romance i fantasy filmy v užším slova smyslu, například Rytíř černého umění (1908) a Rytíř sněhů (1912). Z období němého filmu pochází rovněž Zloděj z Bagdádu (1924), první celovečerní zpracování Pohádek tisíce a jedné noci. Hollywood 20. a 30. let byl ovlivněn úspěchem pulpových časopisů a zhusta se točily snímky o nestvůrách či prehistorických tvorech, někdy zařazované spíše k ranému hororu – významný je Ztracený svět (1925) či King Kong (1933).
Po popularitě duchařských příběhů ve 30. a 40. letech začalo v poválečném období docházet k častějšímu spojování fantasy a avantgardy. Za fantasy film v širším slova smyslu je možné považovat i slavnou Bergmanovu Sedmou pečeť, v níž rytíř hraje šachy se smrtí. Snové filmy s prvky fantasy točil také Federico Fellini. V 70., a zejména 80. letech dosáhla fantasy kinematografie svého prvního vrcholu, když se objevovala díla sahající od humorné fantasy (Monty Python) až k hrdinské fantasy, jako byl artušovský Excalibur (1981) a antický Souboj titánů (1981), a filmům typu meč a magie, jako byl Barbar Conan (1982). K nejúspěšnějším dobrodružným fantasy patří filmy vyprávějící osudy archeology Indiana Jonese (Dobyvatelé ztracené archy, 1981).
V 90. letech určovala estetiku fantasy kinematografie kromě jiných díla Tima Burtona s „gotickými“ prvky, například Střihoruký Edward (1990) nebo později animovaná Mrtvá nevěsta (2015). Období kolem roku 2000 se vyznačuje rovněž celosvětovým vzestupem fantasy anime – především díla studia Ghibli jako Princezna Mononoke (1997) či Cesta do fantazie (2001) shlédly početné zástupy fanoušků také v západních zemích.
Po přelomu tisíciletí si značnou popularitu získaly adaptace klasických a oblíbených literárních děl – mezi nimi vyvstává filmová trilogie Pán prstenů a osm filmů o Harrym Potterovi. Masový úspěch těchto filmů je částečně spojen též s prudkým rozvojem počítačových triků; do filmů začalo být možné zařazovat realistické počítačem generované postavy nebo „točit“ bitevní scény o tisícovkách účastníků bez nutnosti zařizovat takto početný komparz. Zfilmování se dočkaly také další význačné romány, například Lewisovy Letopisy Narnie (první díl Letopisy Narnie: Lev, čarodějnice a skříň, 2005) a Pullmanův Zlatý kompas (Zlatý kompas, 2007). K fantasy kinematografii je však možné připočítávat některé superhrdinské filmy, čerpající z komiksů, a původní snímky, jako byla série Piráti z Karibiku. Fantasy franšízy, podporované často „disneyovskými“ synergiemi značek, které využívají mnoho médií, kanálů a způsobů marketingu najednou, umožnily, aby se fantasy film stal jedním z nejpopulárnějších žánrů kinematografie.

### Televize

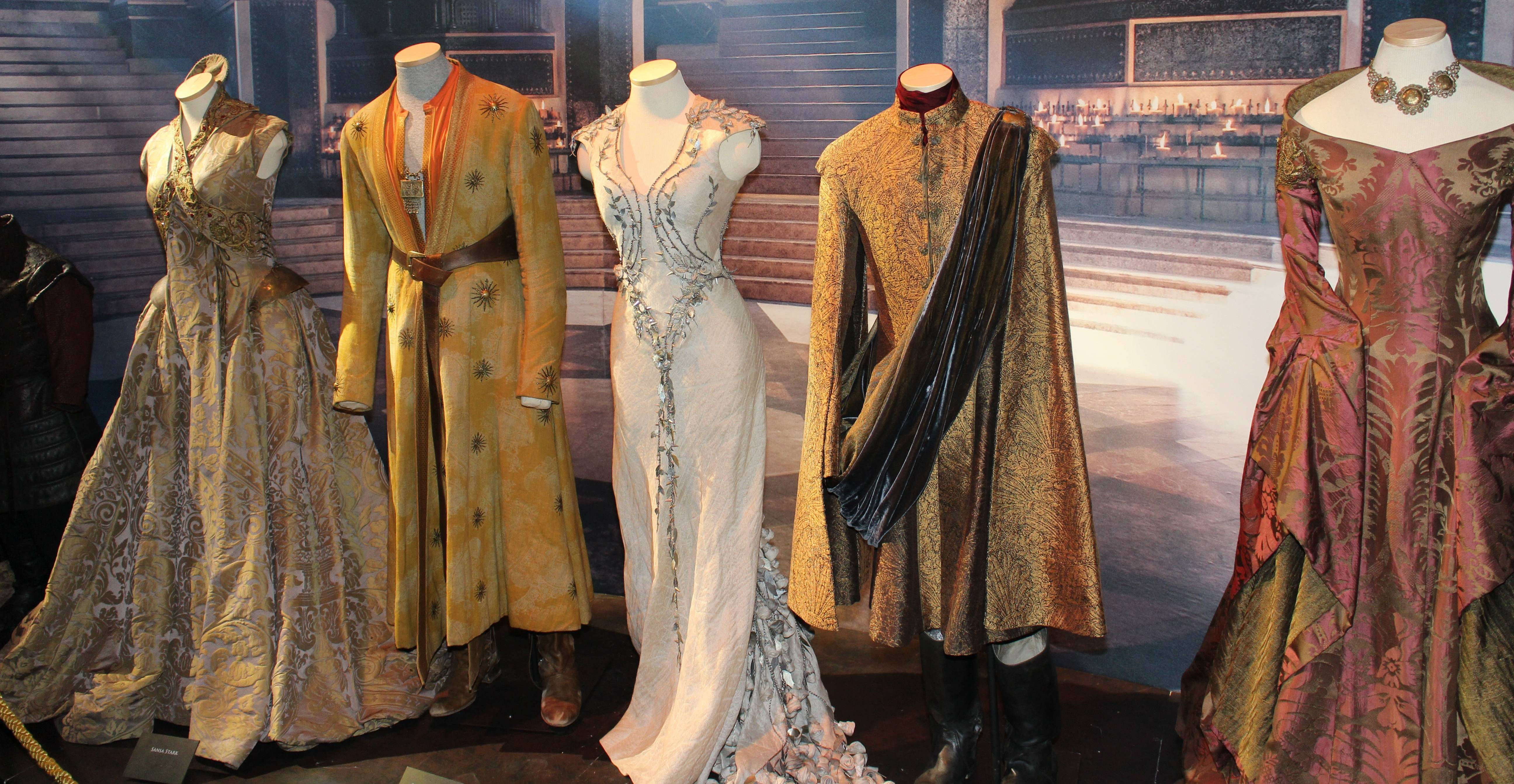
Kostýmy ze seriálu Hra o trůny na výstavě v norském Oslu

40. a 50. léta jsou označována za zlatý věk televizního dramatu, neboť televizní vysílání bylo v tomto období určeno spíše vyšším vrstvám a náročnějším divákům, nikoliv masám. Tyto nejstarší hrané televizní přenosy jsou však povětšinou ztracené, protože se nenahrávaly. Úspěšnými díly zařaditelnými k fantasy, která se však stala pro pozdější diváky nedostupnými, byla Miss Hargreavesová (1950), andělská Nádherná návštěva (1952) dle H. G. Wellse, Smrt na dovolené (1952) či Rip van Winkle (1953), adaptace stejnojmenné klasické povídky od Washingtona Irvinga.
Na konci 50. let se objevil antologický seriál Twilight Zone (Pásmo soumraku), ve kterém jeho tvůrce Rod Serling zpracoval mnoho vážných a kontroverzních témat ve sci-fi, fantasy či hororových kulisách. Ranější fantasy seriály byly tímto ikonickým seriálem, produkovaným mezi lety 1959 a 1964, ovlivněny jako málokterým jiným dílem určeným televizi. Od poloviny 60. let lze hovořit o „stříbrném věku videa“; zdroje pro televizní produkci byly oproti filmovým rozpočtům značně omezené a musely si vystačit s vynalézavým přístupem.
90. léta se ve fantasy televizní produkci označují jako „věk hrdinů“, přičemž nejtypičtějšími představiteli jsou Herkules (1994–1999, s Kevinem Sorbo) a Xena (1996–2001, s Lucy Lawlessovou), která do žánru vnesla překvapivě explicitní feministické prvky. Charakteristické jsou absurdně stylizované bojové scény (vycházející původně z etických obav o zdraví herců) a až ironické morální pedantství, kterým se hrdinové vyznačují ve srovnání s „krutými a malichernými bohy“. K dalším kultovním seriálům z 90. let patří Buffy, přemožitelka upírů (1997–2003) nebo Highlander (1992–1998), inspirovaný stejnojmenným filmem a jeho pokračováními a kladoucí důraz na násilí a vypjatou heterosexuální maskulinitu.
K dalšímu zásadnímu přelomu došlo se začátkem vysílání Hry o trůny (2011–2019), adaptace oblíbené knižní ságy Píseň ledu a ohně. Úspěch stanice HBO se pak snažily replikovat další stanice s vlastními adaptacemi, nově s důrazem na závažnost děje a s ochotou investovat nemalé finanční prostředky na trikové záběry. Z populárních seriálů vyvstává Zaklínač (Netflix, od roku 2019, adaptace Sapkowského próz), Cizinka (Starz, od roku 2014), Rod draka (HBO, prequel ke Hře o trůny, od roku 2022) nebo ambiciózní Prsteny moci, zpracovávající události předcházející ději Pána prstenů (Prime Video, od roku 2022).

### Stolní a karetní hry

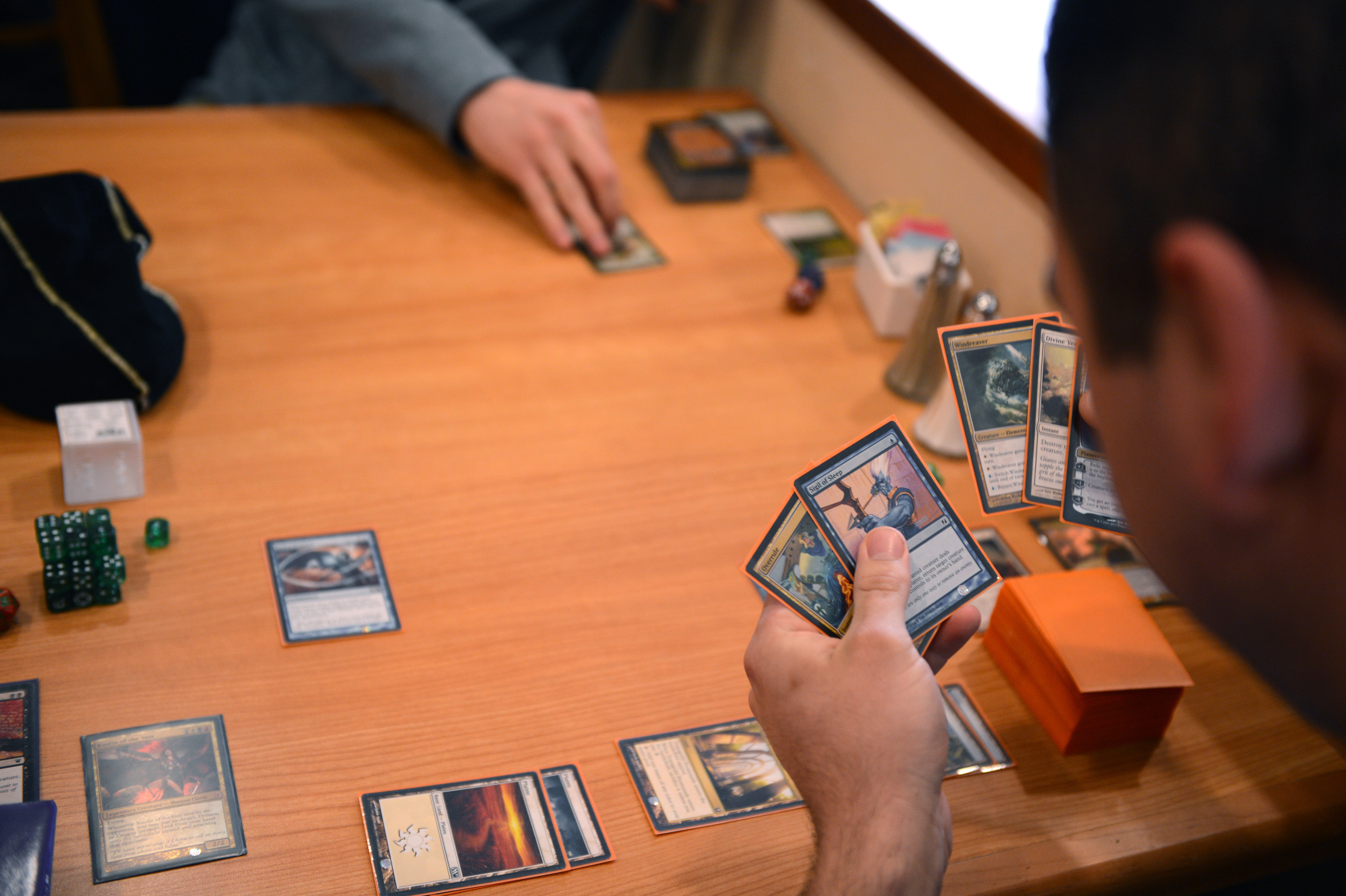
Utkání ve sběratelské karetní hře Magic: The Gathering

Fantasy světy jsou oblíbeným prostředím pro hry různého typu – karetní a deskové hry, válečné hry, gamebooky, larpy a další. Nejstarší fantasy hry se datují na přelom 60. a 70. let. V roce 1969 se rozeběhla poštovní hra Slobbovia, vycházející v principech ze hry Diplomacie. Vzrůstající obliba Tolkienova díla dala vzniknout válečným hrám Bitva o Helmův žleb (1974) a Obléhání Minas Tirith (1975), hraných převážně za pomocí kostek; Válka o prsten (1977) pak přidala karty se schopnostmi postav.
Jiné hry využívaly miniatury, přičemž populárním systémem pravidel byl například Chainmail (1972–1973), který částí mechanismů inspiroval první pravidla Dungeons and Dragons (1974). Tento herní systém, postavený na interakci vypravěče (vedoucího hry, pána jeskyně) a skupinky hráčů, kteří představuje rozličné postavy, rychle získal nesmírnou oblibu a rozšířil se zejména mezi studenty v anglicky mluvících částech světa. Zplodil velké množství nástupců a konkurentů (Advanced Dungeons and Dragons (1978–1979), Runequest (1978)) a od 80. let také množství materiálů využitelných jako pozadí či inspirace herních kampaní, často v podobě komplexních světů (Forgotten Realms, Dragonlance). Ryze českou variantu hry na hrdiny nabídlo Dračí doupě (1990) a také ono zplodilo řadu pokračování, přepracování a konkurenčních systémů. Mělo rovněž klíčový vliv na utváření české fantasy literatury.

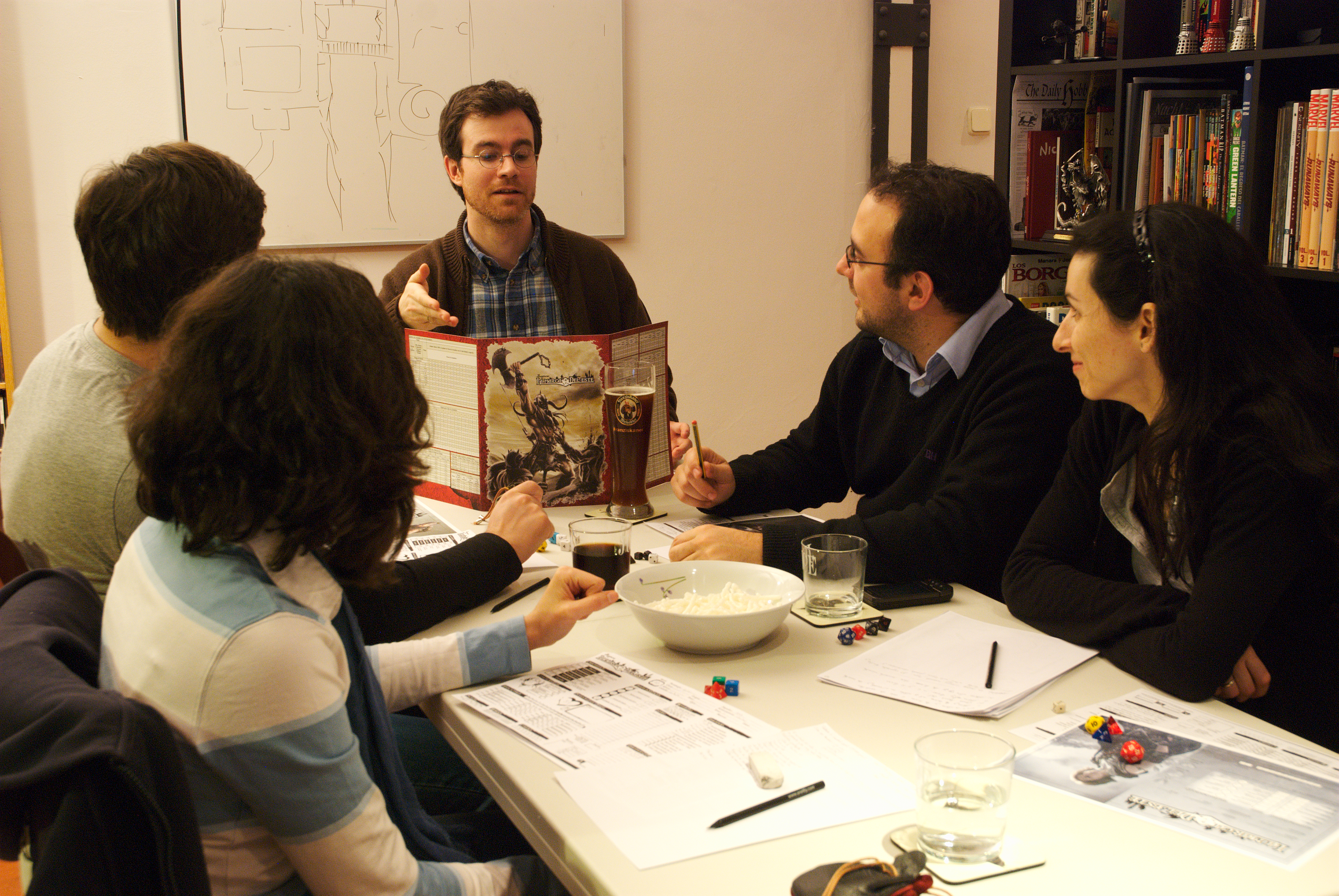
Skupinka hráčů v průběhu stolní hry na hrdiny

Gamebooky, které umožňují čtenáři knihy rozhodovat se a podle svého rozhodnutí listovat k další pasáži, se ve veřejném prostoru rozšířily taktéž v 80. letech. Značný význam pro utváření žánru, který je neodmyslitelně spjat se svou fantasy podobou, měly publikace série Fighting Fantasy – první z nich, Čaroděj z Ohňové hory, byla vydána v roce 1982 a jejími autory byli Steve Jackson a Ian Livingstone. Klasikou se staly také gamebooky série Lone Wolf, které od roku 1984 publikoval Joe Dever. V 80. letech vznikly rovněž oblíbené stolní hry zasazené do fantasy světů – tradičnější variantou s pohybem po hracím plánku nabízí Talisman (1983), zatímco Heroquest (1989) již zapracovává více prvků přejatých z her na hrdiny.
Mezi karetními hrami se od 90. let prosadily především sběratelské karetní hry. Principem je neustále rozšiřování hráčských karetních sbírek pomocí přikupování náhodně namíchaných balíčků a vydávání dalších a dalších rozšíření. Z dostupných karet hráči sestavují balíčky, se kterými pak jeden s druhým soupeří. Nejvýznamnějším příkladem takové hry je Magic: The Gathering (1993), v níž ve fantasy světě soupeří bytosti a jevy odpovídající pěti základním barvám (modrá, černá, červená, zelená, bílá). Na podobném principu od té doby vzniklo mnoho karetních her, často zasazených do fantasy prostředí. Alternativu nabídla například Dragon Dice, v níž se hráči namísto karet střetávají pomocí hracích kostek, které sbírají.

### Videohry

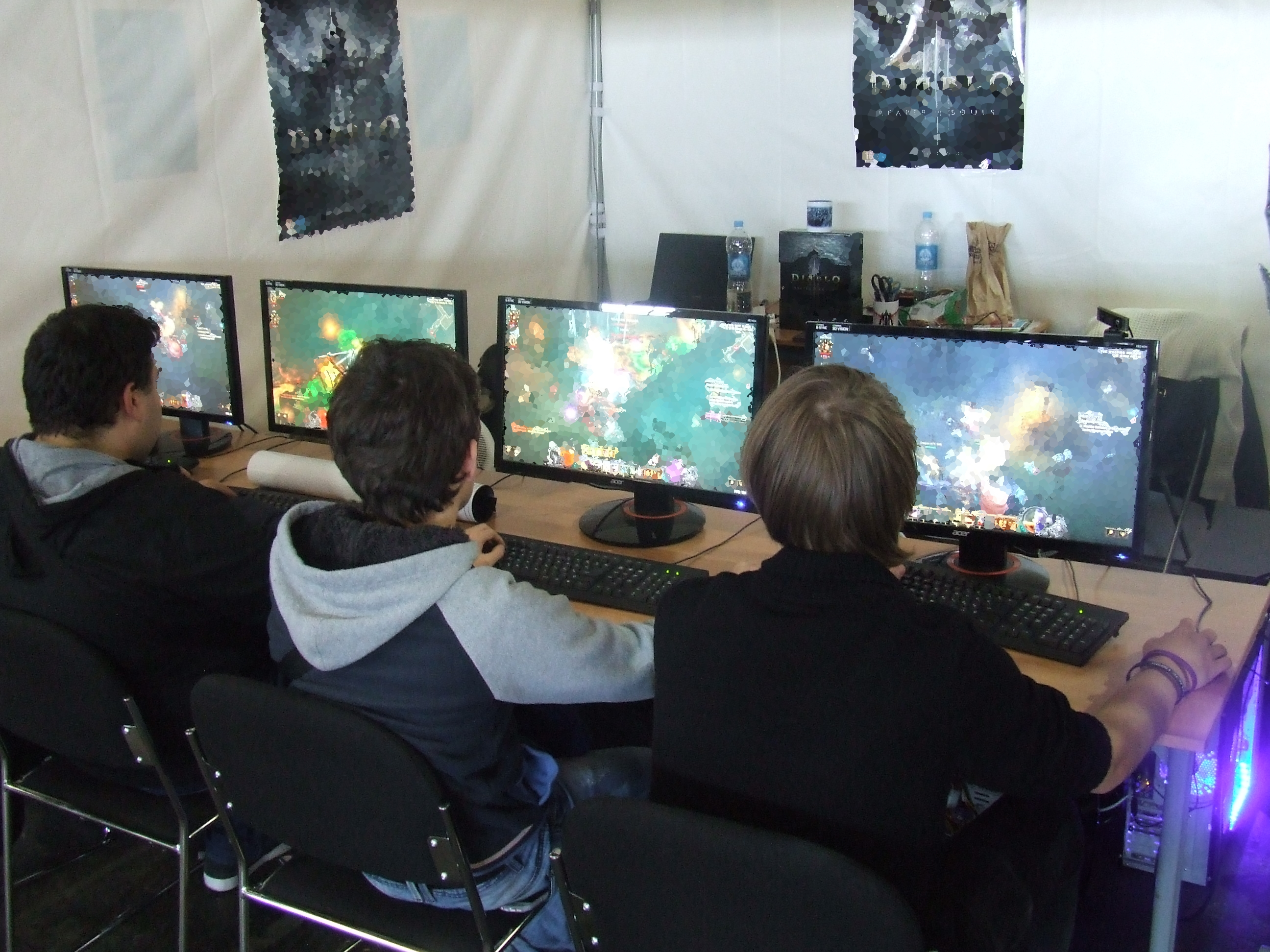
Hráči Diabla III na budapešťské PlayIT Show 2015

Fantasy videohry byly od svých počátků na přelomu 70. a 80. let, známých jako „bronzový věk“, svým laděním povětšinou inspirovány Dungeons and Dragons a dalšími stolními hrami na hrdiny. Současně však byly doplňovány také novými, interaktivními prvky a kromě RPG se postupně začaly rozvíjet také stragie, akční hry a další žánry. Za první vlaštovku fantasy počítačových her na hrdiny lze považovat Akalabeth (1979) od Richarda Garriotta, v níž se hráč ve vizuálu postaveném na drátěných modelech utkává v rozlehlých podzemních bludištích s fantastickými nestvůrami, aby skoncoval s krutovládou černokněžníka Mondaina. Garriott byl také autorem série Ultima, jíž v 80. letech, „stříbrném věku“, konkurovala zejména série Wizardry.
Dungeons and Dragons měly na videoherní hry na hrdiny vliv nejen z hlediska mechanik, často ovlivňovaly také podobu jejich fantastických světů. Některé z nejúspěšnějších byly pak dokonce zasazeny přímo do již existujících, licencovaných světů, jako Planescape (známého hrou Planescape: Torment, 1999), a především Forgotten Realms. Do něj patří série Baldur's Gate, počínaje hrou Baldur's Gate (1998), dvojice her Icewind Dale (2000 a 2002) nebo série Neverwinter Nights, započatá hrou Neverwinter Nights (2002). „Zlatá éra“ počítačových her na hrdiny je datována od poloviny 80. let. Nemalým přelomem a okamžitou klasikou se stal Dungeon Master (1987). Inovativní herní engine umožňoval pohyb postavy, boj a proměnu situace na herní obrazovce v reálném čase. Prozkoumávání podzemních chodeb bylo doplněno také příběhem stvořeným spisovatelkou Nancy Holderovou.

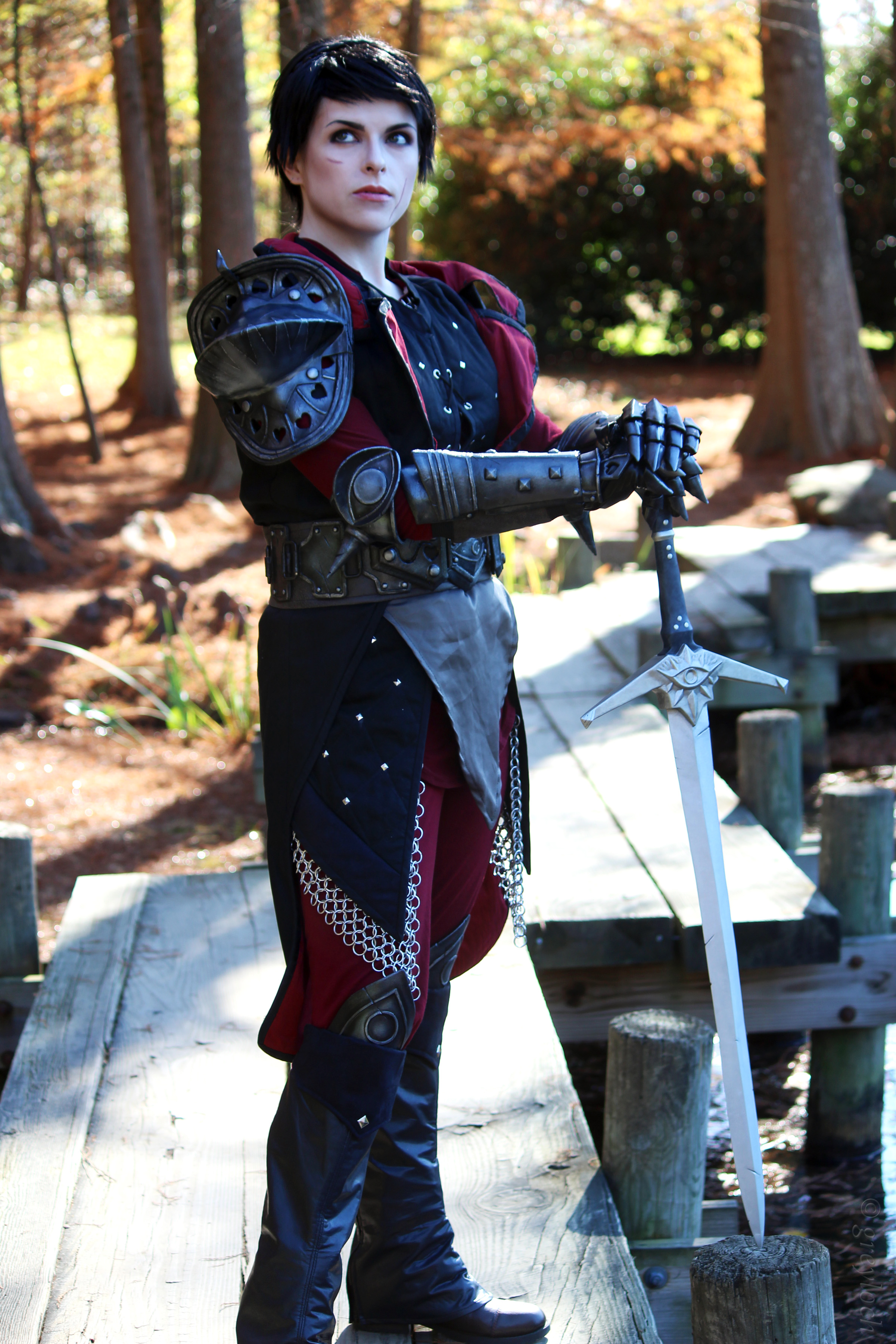
Cosplay postavy Cassandry z videohry Dragon Age: Inquisition

Vliv měl žánr fantasy také na videoherní adventury. Ty vznikaly v textové podobě již od počátků videoherní historie. První verzi Colossal Cave Adventure, která žánr odstartovala, vydal William Crowther v roce 1976 jakožto hru o prozkoumávání jeskynního systému, o rok později pak přišel Don Woods s přepracovanou verzí, doplněnou o bezpočet fantasy prvků. Ranou hrou podobného typu byl také Zork (1977). Počátek série King's Quest vedl k definitivnímu odklonu od textové podoby. 90. léta přinesla rozkvět „point & click“ adventur ovládaných myší. Ke klasické fantasy patří Loom (1990) a Legend of Kyrandia (1992) a její pokračování. Fantasy prvků však využívaly také série Monkey Island, jejíž první díl, The Secret of Monkey Island, vyšel v roce 1990, nebo série Broken Sword, u níž byl první díl, Broken Sword: The Shadow of the Templars, vydán v roce 1996.
Již od počátku 80. let existovaly multiplayerové textové MUDy (multi user dungeons), textové světy pro mnoho hráčů, pojmenované podle první hry tohoto typu, pro přehlednost označovanou jako MUD1, která vznikla roku 1978. Prudký rozvoj multiplayerového hraní ve fantasy světech se nicméně datuje až do konce 90. let, „platinového věku“ videoherních RPG. V roce 1997 vznikla první MMORPG (massive multiplayer RPG) Ultima Online, po ní následovaly hry jako Runescape, Guild Wars, a zejména World of Warcraft. Vliv mělo také akční RPG Diablo (1997), kterou je z hlediska estetiky možné řadit k dark fantasy a která rozvinula systém náhodného generování lokací, nepřátel a předmětů. Vedla ke vzniku série Diablo a celého subžánru podobných her, téměř vždy ve fantasy prostředí (Dungeon Siege, Torchlight, Path of Exile a další).
World of Warcraft byl vydán v návaznosti na strategickou sérii Warcraft, patrně nejpopulárnějších fantasy realtimových strategií. Naopak příkladem tahové strategie je ve fantasy žánru série Heroes of Might and Magic, jež naopak vychází ze starší RPG série Might and Magic (první díl, Might and Magic I: The Secret of the Inner Sanctum, pochází z roku 1987). Originální koncept přinesl Dungeon Keeper (1997), ve kterém se hráč vžívá do role pána podzemního dungeonu, který zabezpečuje své území proti pronikajícím dobrodruhům.
K dalším oblíbeným fantasy videoherním RPG patří série Final Fantasy, Zaklínač, vycházející ze Sapkowského děl, nebo původní série Dragon Age. Dlouhotrvající vliv si udržuje série The Elder Scrolls, jež započala hrou The Elder Scrolls: Arena (1994) a vrcholu popularity dosáhla hrou The Elder Scrolls V: Skyrim (2011), umístěnou do zasněžené severské země Skyrim a tematizující především draky. K dalším úspěšným hrám využívajících fantasy prostředí patří série God of War či série Dark Souls, jež hráče láká svou obtížností a nutností naučit se vyrovnávat s frustrací.

#### V češtině
- DĚDINOVÁ, Tereza. Po divné krajině: charakteristika a vnitřní členění fantastické literatury. Brno: Masarykova univerzita, Filozofická fakulta, 2015. 228 s. ISBN 978-80-210-7871-0.
- DĚDINOVÁ, Tereza, a kol. Na rozhraní světů: fantastická literatura v mezioborovém zkoumání. Brno: Masarykova univerzita, Filozofická fakulta, 2016. 376 s. ISBN 978-80-210-8441-4.
- DĚDINOVÁ, Tereza; KŘEČEK, Jan. Hledání hranic žánru a čtenáře. Host. Duben 2018, roč. XXXIV, čís. 4, s. 37. ISSN 1211-9938.
- KUDLÁČ, Antonín K. K. Barvy černobílého světa: studie o vybraných žánrech současné české populární literatury. Pardubice: Univerzita Pardubice, 2017. 200 s. ISBN 978-80-7560-105-6.
- MCKENNA, Martin; VALLEJO, Boris. Fantasy umění současnosti: to nejlepší ze současného fantasy umění. Praha: Mladá fronta, 2008. 192 s. ISBN 978-80-204-1943-9.
- PRINGLE, David, a kol. Fantasy: encyklopedie fantastických světů. Praha: Albatros, 2003. 272 s. ISBN 80-00-01126-3.

#### V jiných jazycích
- ATTEBERRY, Brian. Strategies of fantasy. Bloomington: Indiana University Press, 1992. 152 s. ISBN 9780253310705. (anglicky)
- CLUTE, John; GRANT, John, a kol. The Encyclopedia of Fantasy. London: Orbit, 1999. 1049 s. ISBN 9781857238938. (anglicky)
- EKMAN, Stefan. Here Be Dragons: Exploring Fantasy Maps and Settings. Middletown: Wesleyan University Press, 2013. 284 s. ISBN 9780819573247. (anglicky)
- GOMEL, Elana; GUREVITCH, Danielle, a kol. The Palgrave Handbook of Global Fantasy. Cham: Palgrave Macmillan, 2023. ISBN 9783031263972. (anglicky)
- JAMES, Edward; MENDLESOHN, Farah, a kol. The Cambridge Companion to Fantasy Literature. Cambridge: Cambridge University Press, 2012. 298 s. ISBN 978-0-521-42959-7. (anglicky)
- MANLOVE, Colin N. The Impulse of Fantasy Literature. Eugene: Wipf & Stock, 2020. 190 s. ISBN 9781532677168. (anglicky)
- SERGEANT, Alexander; HOLLIDAY, Christopher, a kol. Fantasy/Animation: Connections Between Media, Mediums and Genres. New York: Routledge, 2018. 322 s. ISBN 9781351681407. (anglicky)
- STROUD, Allan. Historical Dictionary of Fantasy Literature. Lanham: Rowman & Littlefield, 2023. 584 s. ISBN 9781538166079. (anglicky)
- TRĘBICKI, Grzegorz. Worlds So Strange and Diverse: Towards a Genological Taxonomy of Non-mimetic Literature. Newcastle upon Tyne: Cambridge Scholars Publishing, 2015. 216 s. ISBN 9781443875264. (anglicky)